# 痴心眼內藏
《痴心眼內藏》是香港歌手陳百強的第十一張粵語大碟，收錄了著名的甜蜜情歌——電視劇《鑽石王老五》主題曲《痴心眼內藏》，拿下多個流行榜冠軍的強勁舞曲《冰封的心》、與著名電影《秋天的童話》息息相關的陳百強作品《夢囈》、在DMI期間唯一一首男女二人合唱歌曲《約會》等名曲。此大碟於1987年1月26日推出。

## 製作背景
陳百強原計劃創作《夢囈》作為他有份參演的電影《秋天的童話》的主題曲。電影拍攝完畢後，陳百強曾在1986年12月的「陳百強86前進演唱會」上現場鋼琴獨奏《夢囈》一曲，並於彈奏前如此描述了創作《夢囈》時的情景：「那天（創作）是一個靈感，那晚在家裏的陽台看著落葉，很快我就作了這首歌，我最新的一個作品，現在第一時間彈給大家聽，《秋天的童話》的主題曲。」
陳百強曾於1986年某雜誌中透露了一些《夢囈》歌詞的創作故事：「當我寫完這首歌，把曲譜交給Katie（Danny的經理人陳家瑛）看的時候，Katie便提議給俞錚填詞，結果《夢囈》便在俞錚與陳少琪的合作底下完成了。旋律方面跟純音樂版一樣柔和，加上文藝味濃的歌詞，是現在較鮮見的作品。」他亦同時如此自評了純音樂版《夢囈》：「純音樂的版本，更能發揮到樂曲本身的精髓，加上柔和的鋼琴聲，的確令人感到十分陶醉，是一首適宜在夜涼如水的初秋時分，閉目欣賞的樂章。」
為照顧電影中人物設定，《夢囈》最終未能用於該電影。據聞當時導演張婉婷曾一度要求陳百強將此曲交由他人演唱但陳百強不願割愛。張婉婷後來如此解釋：「陳百強曾經作過一首歌，想我們用來作主題曲，但他在電影中有一個角色，假如由他來唱主題曲，觀眾應該怎樣將他定位呢？再者，我們覺得主題曲應該是電影的其中一部分，應該由統領整個電影音樂的音樂家來作，所以我們決定由盧冠廷負責作曲。」
德寶電影《秋天的童話》于1987.07.16至08.25上映，監制岑建勳，導演張婉婷，編劇羅啟銳，配樂盧冠廷。主演為周潤發、鐘楚紅、陳百強、黃淑儀等。此片被被喻為港產片史上最成功的愛情片之一，票房高達2500萬港元，名列1987年度票房榜第5位。
王醒陶在2018年的Sooradio「偏偏喜歡陳百強」節目中透露了一些《痴心眼內藏》的故事：「（唱片）公司的宣傳部與電視台接觸的時候，電視台就說需要一首這樣的歌，宣傳部跟我說的時候並沒有說是用來做電視劇主題曲的，只是叫我找一些作曲人或我自己寫一些歌給他們聽選，兩首歌（《錯愛》）都很幸運被選中了，我寫的時候只知道故事大概講什麼的，但實際是給什麼人的我是不知情的。。。我很感謝Chris Babida替我編《痴心眼內藏》，我覺得一首歌里面編曲是一個很重要的元素，它將我那個旋律的感覺完全勾勒出來，完全沒保留。」
《痴心眼內藏》是小美首次為陳百強填的歌詞。她後來曾如此形容陳百強對《痴心眼內藏》歌詞的反應：
不得不承認，在Danny眉宇間，總是有些愁緒在縈繞的。因此，當我再為他創作的時候，特地拿走一些苦澀味，改加些甜，就寫了一首甜蜜情歌《痴心眼內藏》，亦是我少有的筆觸，因我的創作世界亦頗重灰藍的。而此首甜歌的歌詞，Danny最愛這段：「人悄悄墮網，人悄悄墮網，難擋痴心的眼光。」不過當他唱錄完成，卻幽幽的說：「點解寫一首咁sweet嘅歌詞畀我？其實我唔sweet嘅，怕唱唔出甜味！」我一時無語，其實當時我想問：「小王子，為何這麼不快樂？」但最後答道：「咁就由𠵱家開始去學sweet啦！」他只是笑了笑，似回訴說着：「談何容易！」
無線電視劇電視劇《鑽石王老五》於1986.12.29開播，全劇20集。監製曾勵珍，編審李茜，主演為吳啟華、毛舜筠、藍潔瑛、劉美娟及吳鎮宇等。
在《驅魔大法师》MV當中，當年還未成名的郭富城乃是舞蹈员之一。
《神奇係我同你》和《約會》是杜自持首次為陳百強編曲，杜自持後來於2023年透露陳百強是透過陳家瑛邀請他編曲，他日後亦成為陳百強最主要的合作音樂人之一。
唱片封套照片拍攝於陳百強位於堅尼地道「御花園」公寓的住家。陳百強在1986年某雜誌中透露了一些封套的故事：「雖然很多人都喜歡Poster那張脫掉帽子的相片，但個人仍然比較喜歡現在那張封面照片；我覺得那張相，拍得很自然，也能捕捉到我的眼神，是名符其實的『痴心眼內藏』，至於整張大碟封套利用金色托底，效果也很特出。」
1987.02.20，DMI聯手聯合國兒童基金會和商業二台推出了500張《痴心眼內藏》限量版彩色圖案大碟，碟內附有陳百強的簽名，售價100港元，收益作為聯合國兒童基金會推行面向117個國家的「全球性防疫注射」活動的筹募之用。

## 迴響
《冰封的心》獲得港台「中文歌曲龍虎榜」及無線「勁歌金榜」冠軍。此曲（連同後來的《神仙也移民》）是陳百強在DMI時期流行榜成績最好的快歌。
《痴心眼內藏》獲得無線「勁歌金榜」冠軍並入選「十大勁歌金曲1987年第一季季選」。
對於陳百強，2013年小美在蘋果日報的「周日美言」專欄中曾寫出一段著名的評價：
這個世界無論有多美有多醜，慶幸曾經出現過陳百強，一個善良率真，傾心追求完美的小王子，令人在疲憊乏力的橡皮人社會中，能感受到一個心懷是零污染的歌手，用最純樸的心，唱出動人的心曲，經得起年月的考驗，在大家心中泛起大大小小的漣漪。
唯有陳百強。

## 衍伸
1987年，在譚家明執導、王家衛編劇的德寶電影《最後勝利》中，配樂的鍾定一採用了《夢囈》的旋律作為背景主題音樂。
2008年左右，由於《痴心眼內藏》的東芝首版CD當年的發行量不多，市面上極為少見，因此收藏價值極高，有報道指此CD曾創下3萬5千港元一張的粵語CD二手價記錄，為史上之最。

## 曲目
| 曲序     | 曲目                                         |             | 作曲                                                            | 编曲                 | 备注 | 时长  |
| -------- | -------------------------------------------- | ----------- | --------------------------------------------------------------- | -------------------- | --- | ----- |
| 1.       | 冰封的心                                     | 陳嘉國      | Björn Frankel Björn Werner James Hopkins-Harrison Mario Martens | Alexander De La Cruz | 第三主打 改編自Transmission的《Cold As Ice》 原始原唱者為Frankel                                                                                   | 2:54  |
| 2.       | 神奇係我同你                                 | 黃霑        | Frank Wildhorn Gary Benson                                      | 杜自持               | 改編自Stacy Lattisaw的《Miracles》 | 3:28  |
| 3.       | 天生一對                                     | 小美        | 馮添枝                                                          | Chris Babida         | 第五主打 | 3:18  |
| 4.       | 情人                                         | 向雪懷      | 巖澤幸矢 矢島真紀                                               | Nonoy Ocampo         | 改編自ブレッド&バター (面包&牛油)的《Old Friends》                                                                                                 | 4:06  |
| 5.       | 夢囈 (音樂)                                  | —           | 陳百強                                                          | Nonoy Ocampo         | | 3:22  |
| 6.       | 痴心眼內藏（無線電視劇《鑽石王老五》主題曲） | 小美        | 王醒陶                                                          | Chris Babida         | 第二主打 電視劇《鑽石王老五》於1986.12.29至1987.01.23播出                                                                                          | 3:18  |
| 7.       | 驅魔大法師                                   | 盧永強      | James Harris III Terry Lewis Janet Jackson                      | 徐日勤               | 第四主打 改編自Janet Jackson的《What Have You Done For Me Lately》                                                                                 | 3:24  |
| 8.       | 夢囈                                         | 俞琤 陳少琪 | 陳百強                                                          | Nonoy Ocampo         | 原計劃作為電影《秋天的童話》的主題曲但未果 | 2:53  |
| 9.       | 約會（陳百強·陳美玲合唱）                    | 向雪懷      | David Foster Jeremy Lubbock Richard Marx                        | 杜自持               | 第一主打 改編自David Foster & Olivia Newton-John的《The Best of Me》                                                                               | 3:47  |
| 10.      | 冰封的心 (Extended Version)                  | 陳嘉國      | Björn Frankel Björn Werner James Hopkins-Harrison Mario Martens | Alexander De La Cruz | 改編自 Frankel 的《Cold As Ice》 黑膠版本长度為4分42秒，CD版本的Extended Version（又稱Ice and Fire Mix）则是6分50秒。 國語版則是 張薔 《愛情熱線》 | 6:50  |
| 总时长： | 总时长：                                     | 总时长：    | 总时长：                                                        | 总时长：             | 总时长： | 37:20 |

## 製作人員
- 監制：陳百強、王醒陶
- 錄音、混音：Tom Brown、陶贊新
- 錄音室：EMI Studio等
- 美術顧問：譚家明
- 攝影：孫淑興
- 拍攝地點：堅尼地道御花園Regent On The Park陳百強居處。
- 設計：劉國英
- 策劃：葉鏡球

## 派台成績
| 歌曲       | 港台 中文歌曲龍虎榜 | 無線 勁歌金榜 |
| ---------- | ------------------- | ------------- |
| 痴心眼內藏 | -                   | 1★            |
| 冰封的心   | 1▲                  | 1●            |
| 驅魔大法師 | -                   | 7             |

▲1987年第8周

★1987年第3周

●1987年第11周

## 獎項
- 1987年度十大勁歌金曲頒獎典禮

- 「十大勁歌金曲第一季季選」：《痴心眼內藏》

- 1988年度香港金唱片頒獎典禮

- 「白金唱片」：《痴心眼內藏》